# Malko Dreanovo, Stara Zagora
Malko Dreanovo (în bulgară Малко Дряново) este un sat în comuna Bratea Daskalovi, regiunea Stara Zagora,  Bulgaria. 

## Demografie
Componența etnică a satului Malko Dreanovo
     Bulgari (88,42%)
     Nicio identificare (11,57%)
     Altele (0%)
La recensământul din 2011, populația satului Malko Dreanovo era de 95 locuitori. Din punct de vedere etnic, majoritatea locuitorilor (88,42%) erau bulgari. Pentru 11,57% din locuitori nu este cunoscută apartenența etnică.